# OAK Racing
OAK Racing (llamado Promatecme hasta 1999 y Saulnier Racing hasta 2008) es un equipo de automovilismo especializado en carreras de resistencia con autos Sport prototipos, fundado por el empresario francés Serge Saulnier en 1980. El equipo ha participado en el Campeonato de Francia de Fórmula 3, el Campeonato Mundial de Resistencia, la Asian Le Mans Series entre otras.
En el 2013 ganó las 24 Horas de Le Mans en la categoría LMP2, incluso hizo el 1-2 y en ese mismo año obtuvo el Campeonato Mundial de Resistencia llevándose el primer y segundo lugares.

## Historia

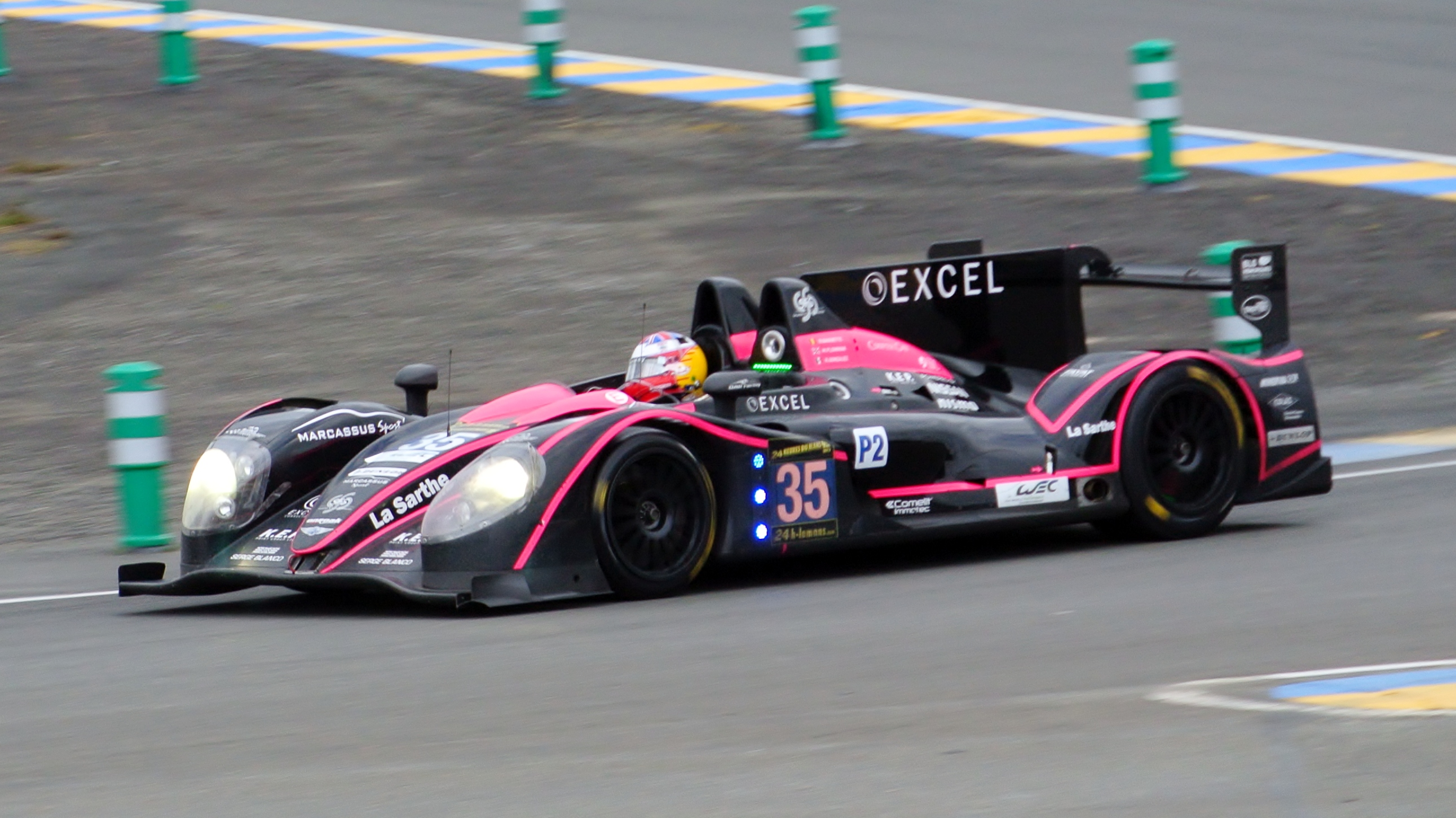
Auto 35 de González, Plowman y Baguette ganadores de las 24 Horas de Le Mans 2013

En la 81a., edición de las 24 Horas de Le Mans de 2013 el OAK Racing obtuvo el primer lugar con el auto 35 (séptimo general) con los pilotos Ricardo González, Bertrand Baguette y Martin Plowman; y el auto 24 el segundo lugar (octavo general) con Olivier Pla, Alex Brundle y David Heinemeier Hansson en la clase LMP2. El auto No, 35 Morgan LMP2-Nissan cubrió un total de 329 vueltas al Circuito de la Sarthe el carro No. 24 una vuelta atrás. La competición se corrió en condiciones climáticas muy difíciles con varios accidentes graves que llegaron a un récord de doce períodos de precaución con auto de seguridad.
En la última carrera de la temporada 2013, las 6 Horas de Baréin los días 29-30 de noviembre el auto No. 24 (Pla, Brundle y Hansson), cruzó la meta en 2o. lugar (cuarto general), mientras que el No. 35 (González, Baguette y Plowman), terminaron en la cuarta posición (sexto absoluto). Por lo tanto el OAK Racing hizo el 1-2 en el campeonato mundial de resistencia FIA WEC 2013 para pilotos y equipos en la clase LMP2.

## Pilotos

### 1980-2006 Serge Saulnier, presidente
| * Didier André     | * Alain Filhol      | * Jacques Nicolet    |
| * Enrique Bernoldi | * Ryo Fukuda        | * Simon Pagenaud     |
| * Bruno Besson     | * Tristan Gommendy  | * Olivier Pla        |
| * Jenson Button    | * Bruce Jouanny     | * Andy Priaulx       |
| * Emmanuel Clérico | * Franck Lagorce    | * Harold Primat      |
| * Marcel Fässler   | * Nicolas Minassian | * Christophe Tinseau |

### 2007 Jacques Nicolet, presidente
| * Karim Aljani      | * David Heinemeier Hansson | * Shinji Nakano      |
| * Andrea Barlesi    | * Bruce Jouanny            | * Jacques Nicolet    |
| * Bertrand Baguette | * Dominik Kraihamer        | * Olivier Pla        |
| * Alex Brundle      | * Patrice Lafargue         | * Alexandre Prémat   |
| * Jan Charouz       | * Matthieu Lahaye          | * Pierre Ragues      |
| * Cheng Cong Fu     | * Bas Leinders             | * Takuma Satō        |
| * Frédéric Da Rocha | * Guillaume Moreau         | * Jean-François Yvon |
| * Martin Plowman    | * Keiko Ihara              |                      |
| * Nicolas De Crem   | * Franck Montagny          |                      |
| * Marc Faggionato   | * Maxime Martin            |                      |
| * Alain Filhol      | * Tiago Monteiro           |                      |
| * Richard Hein      | * Ricardo González         |                      |